# Greg Golson
Pour les articles homonymes, voir Golson.
Gregory Joseph Golson (né le 17 septembre 1985 à Austin, Texas, États-Unis) est un voltigeur américain de la Ligue majeure de baseball.

## Carrière
Greg Golson est un choix de première ronde (21e joueur sélectionné au total) des Phillies de Philadelphie en 2004. Le jeune joueur se distingue en ligues mineures par sa grande vitesse, ce qui lui permet de briller autour des buts ainsi qu'en défensive, le plus souvent au champ centre. Il affiche en revanche un nombre élevé de retraits sur trois prises.
Il joue son premier match dans les majeures avec les Phillies le 3 septembre 2008. Il dispute six parties avec eux en fin de saison et est blanchi en six présences à la plaque, étant de surcroît retiré sur des prises en quatre occasions. Utilisé aussi comme coureur suppléant, il vole un but et marque deux points.
Le 20 novembre 2008, les Phillies échangent Golson aux Rangers du Texas en retour du voltigeur John Mayberry, Jr., qui évolue alors toujours dans les mineures. Golson, natif d'Austin, passe la saison 2009 en ligue mineure et n'apparaît que dans un seul match sous les couleurs des représentants de son État natal.
Le 26 janvier 2010, les Rangers le cèdent aux Yankees de New York en retour du joueur de troisième but des ligues mineures Mitch Hilligoss et d'une somme d'argent.
Rappelé du club-école des Yankees par le grand club en mai 2010, Golson frappe le 12 mai son premier coup sûr dans les majeures, un simple obtenu du lanceur Phil Coke, des Tigers de Detroit. Retourné aux mineures après six parties jouées dans le mois, Golson revient avec New York en septembre lorsque les clubs du baseball majeur sont autorisés à augmenter leurs effectifs à 40 joueurs pour le dernier droit du calendrier régulier. Golson joue 24 matchs pour les Yankees en 2010 et seulement 9 en 2011.
En décembre 2011, il signe un contrat des ligues mineures avec les Royals de Kansas City. Le 25 mars 2012, les Royals l'échangent aux White Sox de Chicago. Golson joue la saison 2012 dans les mineures avec un club-école des White Sox. En 2013, toujours dans les mineures il partage l'année entre des clubs affiliés aux Braves d'Atlanta et aux Rockies du Colorado. Il participe en 2014 à l'entraînement de printemps des Brewers de Milwaukee mais n'obtient pas un poste avec le club.